# Gran Premio motociclistico del Pacifico 2002
Il Gran Premio motociclistico del Pacifico 2002 corso il 6 ottobre, è stato il tredicesimo Gran Premio della stagione 2002 e ha visto vincere nella MotoGP la Honda di Alex Barros, nella classe 250 la Aprilia di Toni Elías e nella classe 125 la Honda di Daniel Pedrosa.

## MotoGP

### Arrivati al traguardo
| Pos. | Nº | Pilota                   | Squadra                    | Motocicletta    | Giri | Tempo     | Griglia | Punti |
| ---- | -- | ------------------------ | -------------------------- | --------------- | ---- | --------- | ------- | ----- |
| 1º   | 4  | Alex Barros              | West Honda Pons            | Honda RC211V    | 24   | 44:18.913 | 5       | 25    |
| 2º   | 46 | Valentino Rossi          | Repsol Honda               | Honda RC211V    | 24   | +1.641    | 6       | 20    |
| 3º   | 65 | Loris Capirossi          | West Honda Pons            | Honda NSR 500   | 24   | +7.672    | 3       | 16    |
| 4º   | 11 | Tōru Ukawa               | Repsol Honda               | Honda RC211V    | 24   | +18.120   | 7       | 13    |
| 5º   | 7  | Carlos Checa             | Marlboro Yamaha            | Yamaha YZR-M1   | 24   | +25.036   | 4       | 11    |
| 6º   | 10 | Kenny Roberts Jr         | Telefonica Movistar Suzuki | Suzuki GSV-R    | 24   | +29.201   | 8       | 10    |
| 7º   | 19 | Olivier Jacque           | Gauloises Yamaha Tech 3    | Yamaha YZR 500  | 24   | +32.902   | 9       | 9     |
| 8º   | 6  | Norick Abe               | Antena 3 Yamaha d'Antín    | Yamaha YZR 500  | 24   | +33.287   | 14      | 8     |
| 9º   | 9  | Nobuatsu Aoki            | Proton Team KR             | Proton KR3      | 24   | +35.949   | 13      | 7     |
| 10º  | 99 | Jeremy McWilliams        | Proton Team KR             | Proton KR3      | 24   | +37.355   | 10      | 6     |
| 11º  | 55 | Régis Laconi             | MS Aprilia Racing          | Aprilia RS Cube | 24   | +49.039   | 12      | 5     |
| 12º  | 45 | Wataru Yoshikawa         | Yamaha Racing              | Yamaha YZR-M1   | 24   | +49.181   | 19      | 4     |
| 13º  | 17 | Jurgen van den Goorbergh | Kanemoto Racing            | Honda NSR 500   | 24   | +49.589   | 20      | 3     |
| 14º  | 21 | John Hopkins             | Red Bull Yamaha WCM        | Yamaha YZR 500  | 24   | +52.071   | 16      | 2     |
| 15º  | 31 | Tetsuya Harada           | Pramac Honda Racing        | Honda NSR 500   | 24   | +52.180   | 21      | 1     |
| 16º  | 56 | Shin'ya Nakano           | Gauloises Yamaha Tech 3    | Yamaha YZR 500  | 24   | +1:00.485 | 17      |       |
| 17º  | 8  | Garry McCoy              | Red Bull Yamaha WCM        | Yamaha YZR 500  | 24   | +1:02.232 | 15      |       |

### Ritirati
| Nº | Pilota         | Squadra                    | Motocicletta   | Giri | Griglia |
| -- | -------------- | -------------------------- | -------------- | ---- | ------- |
| 3  | Max Biaggi     | Marlboro Yamaha            | Yamaha YZR-M1  | 15   | 2       |
| 74 | Daijirō Katō   | Fortuna Honda Gresini      | Honda RC211V   | 8    | 1       |
| 48 | Akira Yanagawa | Kawasaki Racing            | Kawasaki ZX-RR | 6    | 18      |
| 15 | Sete Gibernau  | Telefonica Movistar Suzuki | Suzuki GSV-R   | 5    | 11      |

### Non partito
| Nº | Pilota    | Squadra                 | Motocicletta   | Griglia |
| -- | --------- | ----------------------- | -------------- | ------- |
| 20 | Pere Riba | Antena 3 Yamaha d'Antín | Yamaha YZR 500 | 22      |

## Classe 250

### Arrivati al traguardo
| Pos. | Nº | Pilota             | Squadra                        | Motocicletta | Giri | Tempo     | Griglia | Punti |
| ---- | -- | ------------------ | ------------------------------ | ------------ | ---- | --------- | ------- | ----- |
| 1º   | 24 | Toni Elías         | Telefonica Movistar-Repsol     | Aprilia      | 23   | 43:52.991 | 5       | 25    |
| 2º   | 3  | Marco Melandri     | MS Aprilia Racing              | Aprilia      | 23   | +0.175    | 2       | 20    |
| 3º   | 72 | Yūki Takahashi     | Team HRC                       | Honda        | 23   | +4.431    | 4       | 16    |
| 4º   | 10 | Fonsi Nieto        | Telefonica Movistar-Repsol     | Aprilia      | 23   | +8.200    | 1       | 13    |
| 5º   | 7  | Emilio Alzamora    | Fortuna Honda Gresini          | Honda        | 23   | +8.812    | 7       | 11    |
| 6º   | 4  | Roberto Rolfo      | Fortuna Honda Gresini          | Honda        | 23   | +9.826    | 8       | 10    |
| 7º   | 21 | Franco Battaini    | Imola Circuit Exalt Cycle Race | Aprilia      | 23   | +11.828   | 9       | 9     |
| 8º   | 9  | Sebastián Porto    | Petronas Sprinta Yamaha TVK    | Yamaha       | 23   | +12.726   | 6       | 8     |
| 9º   | 15 | Roberto Locatelli  | Motoracing                     | Aprilia      | 23   | +26.167   | 17      | 7     |
| 10º  | 6  | Alex Debón         | Campetella Racing              | Aprilia      | 23   | +32.236   | 10      | 6     |
| 11º  | 92 | Hiroshi Aoyama     | Harc-Pro                       | Honda        | 23   | +32.378   | 13      | 5     |
| 12º  | 71 | Katsuyuki Nakasuga | Technospeed Nakasuga           | Yamaha       | 23   | +39.383   | 19      | 4     |
| 13º  | 11 | Haruchika Aoki     | DeGraaf Grand Prix             | Honda        | 23   | +39.647   | 20      | 3     |
| 14º  | 70 | Ryūji Yokoe        | Morinokumasan Miztec RT        | Yamaha       | 23   | +41.386   | 16      | 2     |
| 15º  | 13 | Jaroslav Huleš     | Dark Dog Yamaha Kurz           | Yamaha       | 23   | +46.952   | 18      | 1     |
| 16º  | 8  | Naoki Matsudo      | Dark Dog Yamaha Kurz           | Yamaha       | 23   | +52.179   | 12      |       |
| 17º  | 27 | Casey Stoner       | Safilo Oxydo Race LCR          | Aprilia      | 23   | +52.663   | 21      |       |
| 18º  | 18 | Shahrol Yuzy       | Petronas Sprinta Yamaha TVK    | Yamaha       | 23   | +54.119   | 11      |       |
| 19º  | 12 | Jason Vincent      | Cibertel Honda BQR             | Honda        | 23   | +54.765   | 22      |       |
| 20º  | 28 | Dirk Heidolf       | Aprilia Germany                | Aprilia      | 23   | +59.082   | 25      |       |
| 21º  | 42 | David Checa        | Safilo Oxydo Race LCR          | Aprilia      | 23   | +59.500   | 24      |       |
| 22º  | 32 | Héctor Faubel      | RFME Equipo Nacional           | Aprilia      | 23   | +1:21.658 | 27      |       |
| 23º  | 36 | Erwan Nigon        | Equipe de France - Scrab GP    | Aprilia      | 23   | +1:34.406 | 29      |       |
| 24º  | 96 | Jakub Smrž         | DeGraaf Grand Prix             | Honda        | 23   | +1:49.925 | 28      |       |

### Ritirati
| Nº | Pilota          | Squadra                     | Motocicletta | Giri | Griglia |
| -- | --------------- | --------------------------- | ------------ | ---- | ------- |
| 68 | Tekkyū Kayō     | Hitman RC Koshien           | Yamaha       | 19   | 15      |
| 51 | Hugo Marchand   | Equipe de France - Scrab GP | Aprilia      | 12   | 23      |
| 19 | Leon Haslam     | Cibertel Honda BQR          | Honda        | 12   | 26      |
| 22 | Raúl Jara       | RFME Equipo Nacional        | Aprilia      | 9    | 30      |
| 17 | Randy de Puniet | Campetella Racing           | Aprilia      | 3    | 3       |
| 69 | Nobuyuki Ōsaki  | SP Tadao Racing             | Yamaha       | 0    | 14      |

## Classe 125

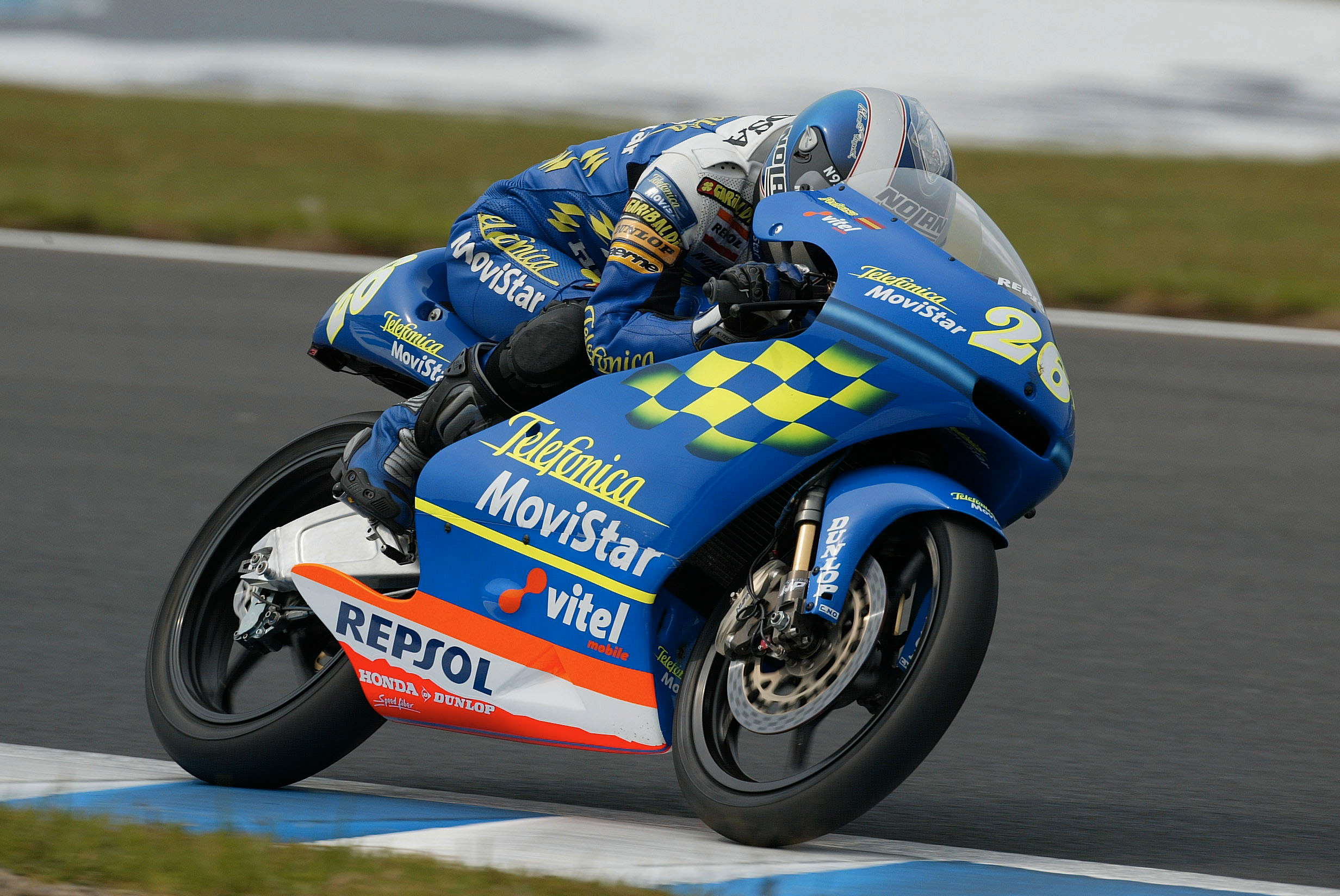
Pedrosa, in sella alla Honda, durante la gara

### Arrivati al traguardo
| Pos. | Nº | Pilota           | Squadra                        | Motocicletta | Giri | Tempo     | Griglia | Punti |
| ---- | -- | ---------------- | ------------------------------ | ------------ | ---- | --------- | ------- | ----- |
| 1º   | 26 | Daniel Pedrosa   | Telefonica Movistar jnr        | Honda        | 21   | 41:43.377 | 1       | 25    |
| 2º   | 1  | Manuel Poggiali  | Gilera Racing                  | Gilera       | 21   | +8.071    | 2       | 20    |
| 3º   | 17 | Steve Jenkner    | UGT 3000 - Abruzzo             | Aprilia      | 21   | +8.701    | 3       | 16    |
| 4º   | 22 | Pablo Nieto      | Master-Aspar                   | Aprilia      | 21   | +15.425   | 7       | 13    |
| 5º   | 80 | Héctor Barberá   | Master-Aspar                   | Aprilia      | 21   | +24.565   | 8       | 11    |
| 6º   | 36 | Mika Kallio      | Red Devil Honda                | Honda        | 21   | +29.584   | 17      | 10    |
| 7º   | 23 | Gino Borsoi      | UGT 3000 - Abruzzo             | Aprilia      | 21   | +33.107   | 9       | 9     |
| 8º   | 25 | Joan Olivé       | Telefonica Movistar jnr        | Honda        | 21   | +34.920   | 22      | 8     |
| 9º   | 48 | Jorge Lorenzo    | Caja Madrid Derbi Racing       | Derbi        | 21   | +36.050   | 12      | 7     |
| 10º  | 97 | Hideyuki Nakajō  | Elit Grand Prix                | Honda        | 21   | +36.447   | 26      | 6     |
| 11º  | 66 | Shūhei Aoyama    | Showa Denki                    | Honda        | 21   | +40.056   | 21      | 5     |
| 12º  | 41 | Yōichi Ui        | Caja Madrid Derbi Racing       | Derbi        | 21   | +44.663   | 13      | 4     |
| 13º  | 84 | Michel Fabrizio  | Team Italia                    | Gilera       | 21   | +49.699   | 14      | 3     |
| 14º  | 6  | Mirko Giansanti  | Scot Racing                    | Honda        | 21   | +50.072   | 18      | 2     |
| 15º  | 21 | Arnaud Vincent   | Imola Circuit Exalt Cycle Race | Aprilia      | 21   | +52.708   | 4       | 1     |
| 16º  | 95 | Takashi Yasuda   | Harc-Pro                       | Honda        | 21   | +1:00.232 | 24      |       |
| 17º  | 33 | Stefano Bianco   | Bossini Sterilgarda Racing     | Aprilia      | 21   | +1:00.548 | 15      |       |
| 18º  | 5  | Masao Azuma      | Tribe by Breil                 | Honda        | 21   | +1:01.741 | 11      |       |
| 19º  | 11 | Max Sabbatani    | Motoracing-Matteoni            | Aprilia      | 21   | +1:04.115 | 20      |       |
| 20º  | 7  | Stefano Perugini | Italjet Racing Service         | Italjet      | 21   | +1:07.131 | 30      |       |
| 21º  | 8  | Gábor Talmácsi   | PEV Moto ADAC Sachsen          | Honda        | 21   | +1:07.170 | 25      |       |
| 22º  | 50 | Andrea Ballerini | Bossini Sterilgarda Racing     | Aprilia      | 21   | +1:07.781 | 32      |       |
| 23º  | 20 | Imre Tóth        | Semprucci Angaia Racing        | Honda        | 21   | +1:11.559 | 34      |       |
| 24º  | 57 | Chaz Davies      | CWF - Matteoni Racing          | Aprilia      | 21   | +1:21.111 | 35      |       |
| 25º  | 12 | Klaus Nöhles     | PEV Moto ADAC Sachsen          | Honda        | 21   | +1:27.070 | 29      |       |
| 26º  | 19 | Alex Baldolini   | UGT 3000 - Abruzzo             | Aprilia      | 21   | +1:33.030 | 37      |       |
| 27º  | 9  | Noboru Ueda      | Semprucci Angaia Racing        | Honda        | 21   | +1:48.799 | 23      |       |
| 28º  | 31 | Mattia Angeloni  | Team Italia                    | Gilera       | 19   | +2 giri   | 31      |       |

### Ritirati
| Nº | Pilota             | Squadra                | Motocicletta | Giri | Griglia |
| -- | ------------------ | ---------------------- | ------------ | ---- | ------- |
| 65 | Toshihisa Kuzuhara | Honda Kumamoto Racing  | Honda        | 20   | 27      |
| 4  | Lucio Cecchinello  | Safilo Oxydo Race LCR  | Aprilia      | 18   | 6       |
| 16 | Simone Sanna       | Motoracing             | Aprilia      | 13   | 16      |
| 15 | Alex De Angelis    | Safilo Oxydo Race LCR  | Aprilia      | 10   | 19      |
| 68 | Akira Komuro       | Dinky Racing           | Honda        | 6    | 33      |
| 72 | Dario Giuseppetti  | FCC - TSR              | Honda        | 6    | 28      |
| 42 | Christian Pistoni  | Italjet Racing Service | Italjet      | 4    | 36      |
| 34 | Andrea Dovizioso   | Scot Racing            | Honda        | 1    | 5       |
| 67 | Hideyuki Ogata     | Team Plus One          | Honda        | 0    | 10      |